# Buergeria oxycephala
Buergeria oxycephala är en groddjursart som först beskrevs av George Albert Boulenger 1900.  Buergeria oxycephala ingår i släktet Buergeria och familjen trädgrodor. IUCN kategoriserar arten globalt som sårbar. Inga underarter finns listade.